# Delfinul alb
Delfinul alb sau beluga (Delphinapterus leucas) este o specie de delfin răspândită în Oceanul Arctic și mările adiacente. Era vânată pentru grăsime, piele și carne.

## Răspândirea
Delfinul alb trăiește în apele arctice și sub-arctice, de-a lungul coastelor din Canada, Alaska, Groenlanda, Norvegia și Rusia. Aproximativ 500 de exemplare se găsesc în apele fluviului Saint Lawrence.

## Habitat
Habitatul delfinului alb include canale, golfuri și stratul superficial al mărilor arctice, care este încălzit de soare. În timpul verii pot fi găsite, de asemenea, la gurile de râu, unde se hrănesc, socializează și se reproduc. Aceste ape au, de obicei, 8o - 10oC.

## Caracterizare

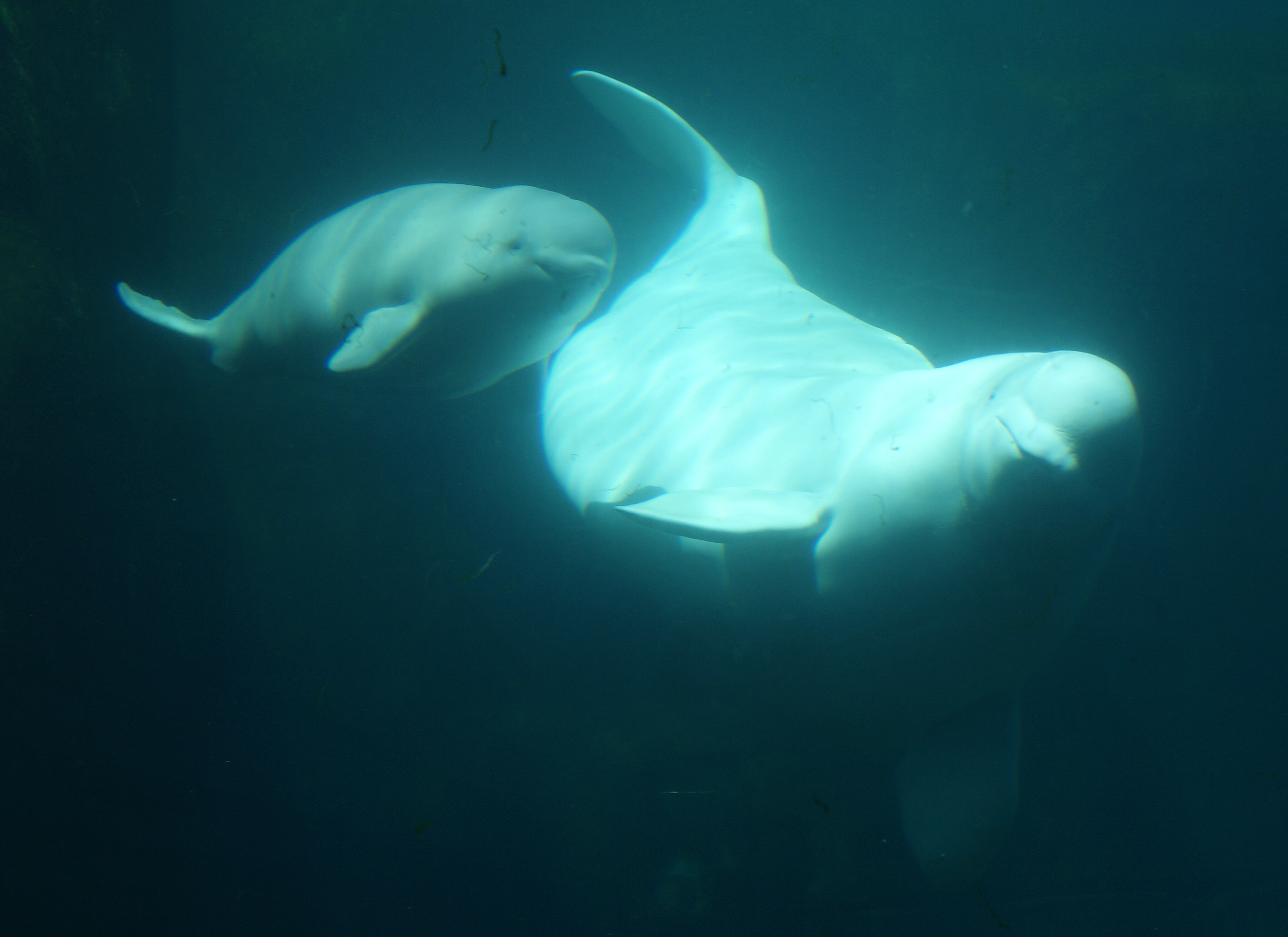
Delfinul alb cu pui

Numele de „delfinul alb” vine de la culoarea pe care o dobândește la vârsta de 4-5 ani, când beluga devine albă sau crem. Puii sunt albastru-închis sau gri la naștere. Are partea anterioară a capului rotunjită, iar gura este prevăzută cu dinți. Nu are înotătoare dorsală.
Delfinul alb măsoară de la trei până la cinci metri lungime și are o greutate medie de 1,4 -1,5 tone. 50% din greutatea lor este grăsime, semnificativ mai mult decât la balenele non-arctice, al căror corp este doar 20% grăsime. Stratul este de 10 centimetri grosime. Masculii sunt puțin mai mari decât femelele. Acestea au o greutate medie de 1350 kilograme, iar masculii 1500 kilograme.
Se hrănește cu pește, cefalopode și crustacee. Trăiește în grupuri care numără 5-10 indivizi.
Durata de viață a femelelor este de 32 de ani, iar a masculilor cam de 40 de ani.

## Reproducere
Perioada de reproducere a delfinului alb este de la sfârșitul lui februarie până la începutul lui aprilie.